# PSA XUD

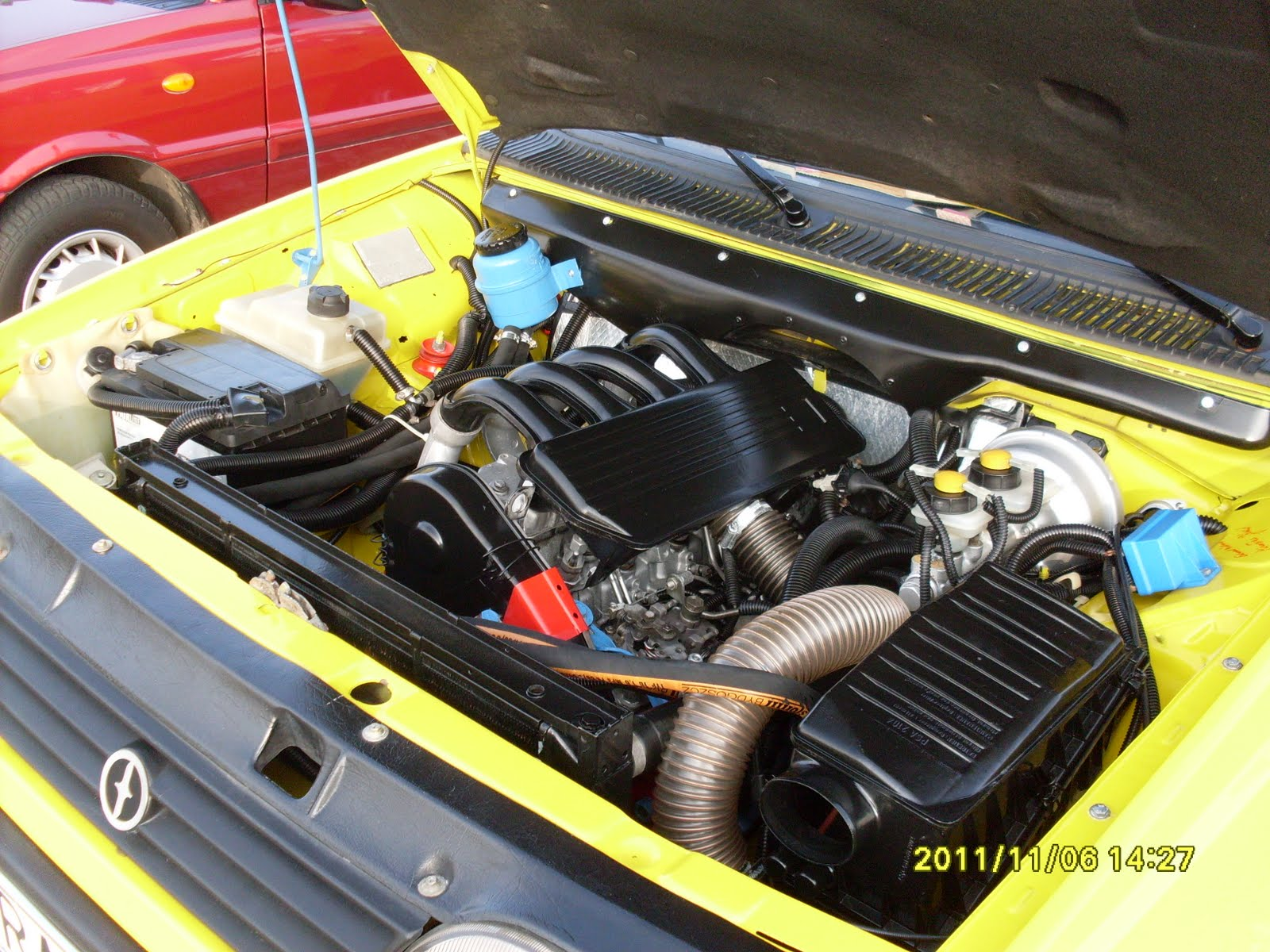
XUD9A, установленный на FSO Polonez Caro

PSA XUD — дизельный двигатель внутреннего сгорания, выпускавшийся подразделением PSA Group с 1982 по 2001 год.
Двигатель оснащён системой посредственного впрыска IDI. Блок цилиндров разработан компанией Ricardo PLC. Двигатель устанавливался на переднеприводные автомобили под наклоном 30 градусов.
Двигатель PSA XUD выпускался компанией Citroen недалеко от Меца. Объём варьируется от 1,8 до 2,1 л (1769 и 2138 см3). Ход поршня составлял 88 или 92 мм, а диаметр цилиндра варьировался от 80 до 86 мм. Работает на растительном масле.

## XUD7
- Рабочий объём: 1,8 л (1769 см3)
- Диаметр цилиндра × ход поршня: 80 × 88 мм
- Мощность: 60/78/90 л. с.

| Модель   | Мощность |
| -------- | -------- |
| XUD7 T/K | 78 л. с. |
| XUD7 TE  | 90 л. с. |
| XUD7/K   | 60 л. с. |
| XUD7/Z   | 60 л. с. |

## XUD9
- Рабочий объём: 1,9 л (1905 см3)
- Диаметр цилиндра × ход поршня: 83 × 88 мм

| Модель    | Мощность |
| --------- | -------- |
| XUD9      | 65 л. с. |
| XUD9 A    | 71 л. с. |
| XUD9 TE/L | 92 л. с. |
| XUD9 SD   | 63 л. с. |
| XUD9 SD   | 75 л. с. |
| XUD9 TE/Y | 90 л. с. |
| XUD9/Z    | 68 л. с. |

## XUD11
- Рабочий объём: 2,1 л:
  - XUD11 A — 2138 см3
  - XUD11 ATE/BTE — 2088 см3
- Диаметр цилиндра × ход поршня: 86 × 92 мм

| Модель    | Мощность  |
| --------- | --------- |
| XUD11 A   | 83 л. с.  |
| XUD11 ATE | 110 л. с. |
| XUD11 BTE | 110 л. с. |